# Малко-Йонково
Ма́лко-Йо́нково (болг. Малко Йонково) — село в Разградській області Болгарії. Входить до складу общини Ісперих.

## Населення
За даними перепису населення 2011 року у селі проживали 388 осіб.
Національний склад населення села:
| Національність   | Кількість осіб | Відсоток |
| ---------------- | -------------- | -------- |
| турки            | 369            | 95,8%    |
| цигани           | 10             | 2,6%     |
| болгари          | 3              | 0,8%     |
| Всього відповіли | 385            |          |

Розподіл населення за віком у 2011 році:
Динаміка населення: